# 尼泊爾政府鐵路
尼泊爾政府鐵路，是尼泊爾的第一條鐵路，連接阿姆勒克干傑和拉克奥尔巴扎尔，在1927年開通，但在1965年停止運作。全長47公里，軌寬2呎6吋。

## 歷史
1923年，印度森林局的J.V.Collier建造了一條短的窄軌鐵路，將尼泊爾的木材運往印度。當時Collier已被尼泊爾的拉納首相指派管理尼泊爾的森林部門。1924年冬天，加爾各答的馬丁公司進行了一項調查，從印度北部邊界到比奇科（阿姆勒克干傑）興建一條輕軌鐵路。
建築於1926年3月開始，尼泊爾政府鐵路於1927年2月16日開放。鐵路擁有7台蒸汽機車，12輛客車和82輛貨車。直到高速公路建成之前，這條鐵路是連接加德滿都與印度的唯一路線。來自加德滿都的旅客們步行穿過山丘，然後乘坐卡車前往阿姆勒克干傑，再乘火車前往印度。連接加德滿都與阿姆勒克干傑的特里布汶高速公路於1956年建成，第一個每日巴士服務於1959年開始運營，由一家私營公司尼泊爾運輸服務經營。
尼泊爾政府鐵路一直運作至1965年，當時連接南部邊界的現代化高速公路使它不再重要，鐵路於1965年被關閉。